# 梅特尔斯多夫
梅特尔斯多夫是德国梅克伦堡-前波美拉尼亚州的一个市镇。总面积8.17平方公里，总人口503人，其中男性249人，女性254人（2011年12月31日），人口密度62人/平方公里。